# Alhaurín de la Torre
Alhaurín de la Torre è un comune spagnolo di 41 170 abitanti situato nella comunità autonoma dell'Andalusia.

## Geografia fisica
Nella parte settentrionale del comune scorre il fiume Guadalhorce.